# Szojuz–20
A Szojuz–20 (oroszul: Союз 20) szovjet háromszemélyes, kétszemélyessé átalakított szkafanderes személyszállító, szabványos rendszerben épített Szojuz űrhajó, űrhajósok nélkül repült. A harmadik dokkolás és a 37 repülés volt a Szojuz-programban.

## Küldetés
Folyamatos átalakítások (új számítástechnikai rendszer, híradástechnikai eszköztár, pályakorrekciókat segítő gázfúvókák), próbák (Koszmosz, Szojuz) után hosszabb világűri terhelésnek vetették alá. Automatikus üzemmódban sikeresen dokkolt a Szaljut–4 űrállomással. Összekapcsolódva, három hónapos biológiai programot hajtott végre.

## Jellemzői
Központi tervező iroda CKBEM <= Центральное конструкторское бюро экспериментального машиностроения (ЦКБЕМ)> (OKB-1 <= ОКБ-1>, most OAO RKK Energiya im. SP Korolev <= ОАО РКК Энергия им. С. П. Королёва> – Központi Kísérleti Gépgyártási Tervezőiroda). Az űrhajót kis átalakítással emberes programra, teherszállításra és mentésre (leszállásra) tervezték.
1975. november 17-én a bajkonuri űrrepülőtér indítóállomásról egy Szojuz hordozórakéta (11А511U) juttatta Föld körüli, közeli körpályára. Az orbitális egység pályája 89.1 perces, 51.6 fokos hajlásszögű, elliptikus pálya-perigeuma 177 kilométer, apogeuma 251 kilométer volt. Hasznos tömege 6570 kilogramm. Szerkezeti felépítését tekintve a Szojuz–15 napelemtáblák nélküli változatával megegyező. Akkumulátorait az űrállomás napelemei által tartották üzemi szinten. Összesen 90 napot, 11 órát és 46 percet töltött a világűrben, 1470 alkalommal kerülte meg a Földet.
A biológiai kísérletek végrehajtásához kutatótartályában teknősöket, drosophilákat, mikroorganizmusokat és mintegy 20-féle magasabb rendű növényt (kukorica, zöldség és babfélék magvait, kaktuszokat, gladióluszhagymákat) helyeztek el. Új típusú manőverezőképességét felhasználva négy pályakorrekció végrehajtásával jutott dokkolási pályára. 500 métertől az űrhajó 1 méter/szekundum sebességgel közelítette meg az űrállomást.
1976. február 26-án földi parancsra levált az űrállomásról, majd belépett a légkörbe, a leszállás hagyományos módon – ejtőernyős leereszkedés – történt, Arkalik városától 56 kilométerre északra ért Földet.